# Hejnał (wydawnictwo)

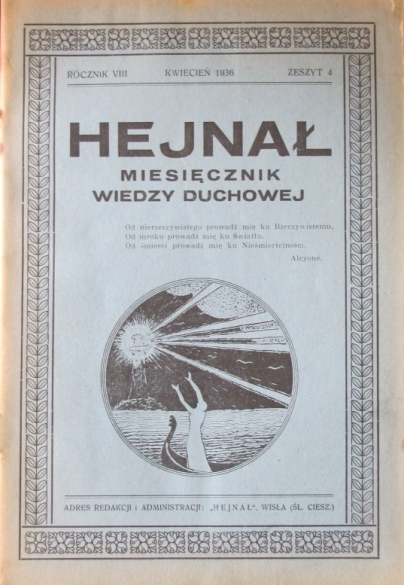
Miesięcznik „Hejnał” wydawany przez Oficynę Wydawniczą „Hejnał”

Oficyna Wydawnicza „Hejnał” – polskie wydawnictwo założone w 1929 roku w Wiśle, publikujące książki i czasopisma z zakresu życia duchowego, teozofii, parapsychologii, metafizyki i filozofii ezoterycznej.

## Historia
Wydawnictwo „Hejnał” było kontynuacją pierwszego polskiego dwutygodnika spirytystycznego „Dziwy Życia” wydawanego w latach 1902-1908 przez Witolda Chłopickiego w Warszawie oraz pierwszego w tej dziedzinie w wolnej Polsce miesięcznika „Odrodzenie” wychodzącego od 1921 do 1929 w Cieszynie, a potem w Katowicach, redagowanego przez Józefa Chobota.
Wydawnictwo założone zostało w 1929 roku, a redaktorem został Jan Hadyna. Pierwsze 4 numery, choć drukowane w Cieszynie w drukarni Pawła Mitręgi, wychodziły w Pszczynie, przy ówczesnych Alejach Kościuszki 6.  Miesięcznik nosił podtytuł: „nad morzem życia ze szczytów prawa ducha i praw człowieka”. Od numeru 5 redakcja miała siedzibę w Wiśle. Jan Hadyna jako redaktor naczelny Oficyny zaczął popularyzować parapsychologię i wydawać „Hejnał” – Miesięcznik Wiedzy Duchowej. Od 1931 roku wydawnictwo mieściło się w należącej do Pilchów willi „Sfinks” na Jarzębatej, w której zamieszkał również Jan Hadyna. Miesięcznik drukowany był w Cieszynie w drukarni Piotra Mitręgi, a niezależnie od niego nakładem Oficyny ukazywały się polskie wydania dzieł Allana Kardeca i innych spirytystów (fragmenty zamieszczane były także na łamach miesięcznika) oraz wiele artykułów poświęconych astrologii, spirytyzmowi i religiom Wschodu. Drukowano tam także wizje i pamiętniki Agnieszki Pilchowej, spisane przez nią samą lub przez Jana Hadynę oraz jej porady dla czytelników. „Hejnał” podjął się opieki nad młodym ruchem spirytystycznym w Polsce, uważając to za jedno ze swoich głównych zadań. Przedstawicielem „Hejnału” w USA, docierającego głównie do polonii amerykańskiej, był S. Węgrzyn w Chicago.
W 1934 roku Jan Hadyna przeniósł się do nowo zbudowanej przez Tomasza Mańskiego willi „Izyda” na Jarzębatej, w której zaczął wydawać miesięcznik o charakterze syntetycznym „Wiedza Duchowa” przemianowany później na „Lotos”, a prowadzenie Oficyny Wydawniczej „Hejnał” przekazał Janowi Pilchowi.
Działalność Wydawnictwa przerwała druga wojna światowa. Józef Dzwonek pisał:
Jan i Agnieszka Pilchowie mieli dom na Jarzębatej pod nr 721. W drugiej połowie 1943 obydwoje zostali aresztowani i wywiezieni do obozu koncentracyjnego. Budynek wraz z ruchomościami skonfiskowano i przydzielono Niemce przybyłej z Rosji o nazwisku Buch.
Prace spirytystów cieszyńskich zawierają wiele aluzji do modnego w okresie międzywojennym mesjanizmu narodowego i dlatego są często lekceważone jako nieaktualne, choć dla badaczy stanowią bardzo ciekawy materiał. Obecnie „Hejnał” publikowany jest w Internecie przez Śląską Bibliotekę Cyfrową, która na mocy porozumienia z Biblioteką Uniwersytetu Śląskiego prezentuje w Internecie kulturowe dziedzictwo Śląska oraz wspiera działalność dydaktyczną i edukacyjną.

## Wybrane publikacje
- „Hejnał” – Miesięcznik Wiedzy Duchowej
- „Księga Duchów” – Allan Kardec
- „Materializacje” – A.E. Brackett
- „Mistrz mówi – kultura miłości” – Henryk Bloch
- „Chrystjanizm a spirytyzm” – Leon Denis
- „Spojrzenie w przyszłość” – Agnieszka Pilchowa
- „Jasnowidzenie” – Agnieszka Pilchowa
- „Parapsychologia” – St. Trojanowski
- „Widzenie Mickiewicza” – W. Lutosławski
- „Ukryta potęga muzyki” – Tomira Zori
- „Magnetyzm leczniczy” – K. Chodkiewicz
- „Medjumizm a Biblja” – Leon Denis
- „Listy z zaświata” – W.T. Stead